# St. Louis Blues (film, 1929)
 (décembre 2023).
Si vous disposez d'ouvrages ou d'articles de référence ou si vous connaissez des sites web de qualité traitant du thème abordé ici, merci de compléter l'article en donnant les références utiles à sa vérifiabilité et en les liant à la section « Notes et références ».
Pour l’article homonyme, voir St. Louis Blues.
Pour plus de détails, voir Fiche technique et Distribution.
St. Louis Blues est un court métrage américain de 1929 en deux bobines avec Bessie Smith en vedette. Ce film sonore précoce présente Smith dans un speakeasy afro-américain de l'époque de la prohibition, où elle interprète le standard de W. C. Handy, "St. Louis Blues". Réalisé par Dudley Murphy, c'est le seul film connu de Bessie Smith, et la bande-son est son unique enregistrement non contrôlé par Columbia Records.
Ce court métrage dramatique, produit par Dick Currier et W.C. Handy, met en vedette Bessie Smith dans son unique rôle cinématographique. D'une durée de 16 minutes, il présente exclusivement des acteurs noirs et sert davantage à contextualiser la chanson qu'à l'illustrer.
Dans l'histoire, Bessie (interprétée par Bessie Smith) découvre Jimmy (Jimmy Mordecai), l'homme qu'elle aime et entretient, en train de la tromper. Après une dispute violente, Jimmy la quitte en se moquant d'elle. Seule et dévastée, Bessie sombre dans l'alcool tout en chantant sur la trahison de son amant. La scène se déplace ensuite vers un bar clandestin où elle continue sa lamentation, éméchée et désolée. Alors qu'elle chante "St. Louis Blues" dans le bar, l'ambiance s'anime avec de la danse, mais elle se retrouve isolée par la musique jusqu'à ce que Jimmy réapparaisse. Ils semblent se réconcilier en dansant ensemble, mais Jimmy la trahit à nouveau en lui volant de l'argent et en la laissant, brisée, alors qu'il s'en va.
Distribué initialement par la RKO, le film a ensuite été repris par Sack Amusement Enterprises, une société spécialisée dans les race films qui mettaient en avant des acteurs afro-américains dans un contexte ségrégationniste.
Bessie Smith a connu un succès avec la chanson en 1925, et W.C. Handy, l'auteur de la chanson, a personnellement demandé à Bessie Smith de jouer dans le film. Handy a co-écrit le film et en a été le directeur musical. Le film est une dramatisation de la chanson, racontant l'histoire d'une femme abandonnée par son homme volage. Il met en vedette un groupe comprenant James P. Johnson au piano, Thomas Morris et Joe Smith au cornet, Bernard Addison à la guitare et au banjo, ainsi que le Hall Johnson Choir qui offre des harmonies saisissantes à la fin.
Le film présente une distribution entièrement afro-américaine. Bessie Smith partage l'affiche avec Jimmy Mordecai dans le rôle du petit ami et Isabel Washington dans celui de l'autre femme.
Il a été tourné en juin 1929 à Astoria, dans le quartier de Queens à New York. Le film dure environ 16 minutes. En 2006, cette version a été sélectionnée pour être préservée dans le National Film Registry par la Bibliothèque du Congrès, étant considérée comme "culturellement, historiquement ou esthétiquement significative".
Le film a longtemps été l'objet de rumeurs selon lesquelles il aurait été interdit pour son caractère dégradant et serait devenu introuvable, faisant de lui un film perdu. Aucune de ces rumeurs n'était vraie, mais lorsqu'une copie a été trouvée au Mexique au milieu des années 1940, l'événement a été traité comme un développement significatif, même si des copies étaient en fait disponibles ailleurs. En 1950, un groupe de libéraux blancs a fait une pétition auprès de la NAACP pour acheter et détruire la copie trouvée au Mexique, qu'ils croyaient être la seule encore existante.

## Distribution
- Bessie Smith : elle-même
- Hall Johnson Choir : eux-mêmes
- James P. Johnson : le pianiste (non-crédité)
- Alec Lovejoy : Bit Role (non-crédité)
- Jimmy Mordecai : Jimmy the Pimp (non-crédité)
- Thomas Morris : le cornettiste (non-crédité)
- Isabel Washington (non-créditée)
- Bernard Addison : Plectrist (non-crédité)